# Арльт, Тобиас
Тобиас Арльт (нем. Tobias Arlt; род. 2 июня 1987, Берхтесгаден, Германия) — немецкий саночник, выступающий в двойке с Тобиасом Вендлем. Шестикратный олимпийский чемпион, десятикратный чемпион мира и шестикратный чемпион Европы.
Является обладателем серебряной медали чемпионата мира 2008 года в Оберхофе, где занял второе место по итогам парных мужских заездов. На чемпионате Европы 2010 года в Сигулде Арльт выиграл серебро и бронзу, первая награда досталась ему за состязания между двойками, а вторая за участие в смешанной команде. На мировом первенстве 2013 года в канадском Уистлере выиграл сразу две золотые медали, в мужском парном разряде и в смешанной эстафете.
Двукратный чемпион (двухместные сани в паре с Тобиасом Венделем) Олимпийских игр в Сочи 2014 в двйоках и в эстафете.
На чемпионате мира 2025 года в Канаде, Тобиас в новой дисциплине — парный микст, в составе немецкой команды, завоевал бронзовую медаль, а на следующий день ещё одну бронзу в мужских двойках.
По совместительству обучается на офицера полиции. На данный момент живёт и тренируется в городе Шёнау-ам-Кёнигсзее, в свободное время занимается сноубордом и виндсёрфингом, играет в теннис.

## Результаты на Олимпийских играх
| Олимпийские игры | Двойки | Эстафета |
| ---------------- | ------ | -------- |
| 2014 Coчи        | 1      | 1        |
| 2018 Пхёнчхан    | 1      | 1        |
| 2022 Пекин       | 1      | 1        |